# Franz Schams
Franz Schams (1779, Litoměřice, Habsburská monarchie – 1839) byl lékař, historik, dokumentátor a aktivní občan původem z Čech, který žil v Uhrách a v oblasti dnešní Vojvodiny.

## Biografie
Schams vystudoval lékařství a stal se magistrem farmacie. Studoval v Praze a ve Vídni. Později pracoval jako vojenský lékař a později cestoval po celém Rakousku. Jedno trasa jednou při hledání dalších surovin pro tvorbu léků vedla i do oblasti dnešní Vojvodiny.
Nakonec se roku 1802 rozhodl, že se přestěhuje do Petrovaradínu (součástí dnešního Nového Sadu v Srbsku. Tam si koupil dům a odkoupil i lékárnu. Stála na Bělehradské ulici a nesla název U zlatého orla (srbsky Kod zlatnog orla).
V Petrovaradíně se rovněž i oženil.
Jako aktivní občan se v Petrovaradíně věnoval diskuzi o vzniku městského parku (tzv. Molinarski park), který později také nesl i Schamsovo jméno. Kromě lékárnické činnosti mimo jiné také inicioval první analýzu léčivých vod, které vyvěraly nedaleko obce Stari Slankamen, ležící jihovýchodně od Petrovaradína. Věnoval se mimo jiné ale i pramenům v pohoří Fruška Gora, např. Ubavac nebo dalších pramenů nedaleko kláštera Velika Remeta.
Schams se mimo jiné proslavil ale také jako jeden z prvních historiků města. Zdokumentoval život v Petrovaradíně, Novém Sadu, ale i v okolním regionu Bačky a Sremu. Informace sloužily pozdějším badatelům jako důkaz života v dané oblasti na počátku 19. století. Důkladně popsal kromě Petrovaradínské pevnosti i další stavby v bližším nebo vzdálenějším okolí, např. v dnes rumunském Temešváru. Popsal existenci kostela Panny Marie Sněžné v Petrovaradíně, který byl tehdy poutním místem. Věnoval se hodně topografii, v roce 1820 sepsal knihu "Topografický popis Petrovaradína a jeho okolí" (německy Topographische Beschreibung von Peterwardein und seinen Umgebungen). Psal německy pro uherské časopisy. Komentoval řadu tehdejších událostí, např. otevírání povrchových dolů.
Později si otevřel pobočku ve Sremských Karlovcích. Se svoji lékárnickou činností přestal v roce 1819, následně přesídlil do Pešti, kde se věnoval pouze psaní. Všechny své majetky na území dnešní Vojvodiny prodal. V Pešti také vydal knihu s názvem "Dobrým obačanům Petrovaradína od France Schamse" (srbsky Dobrim građanima Petrovaradina od Franca Šamsa). V jiné publikaci se věnoval zase dokumentaci staré budínské synagogy.